# Germán Sánchez

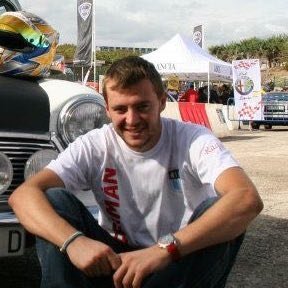
Germán Sánchez

Germán Sánchez Flor (Alicante, 4 juli 1989) is een Spaans autocoureur.

## Carrière
- 2006: Spaanse Formule 3-kampioenschap, klasse Copa de España, team Escuela Profiltek-Circuit (Copa de España-klasse: 7 overwinningen, kampioen).
- 2007: Spaanse Formule 3-kampioenschap, team Campos Racing (2 overwinningen).
- 2008: Spaanse Formule 3-kampioenschap, team Campos Racing (4 overwinningen, kampioen).
- 2009: Formule 2, team MotorSport Vision.

## Formule 2-resultaten
| Jaar | 1      | 2      | 3      | 4       | 5      | 6       | 7      | 8       | 9      | 10     | 11      | 12     | 13    | 14    | 15      | 16      | Rang | Punten |
| ---- | ------ | ------ | ------ | ------- | ------ | ------- | ------ | ------- | ------ | ------ | ------- | ------ | ----- | ----- | ------- | ------- | ---- | ------ |
| 2009 | VAL 14 | VAL 11 | BRN 16 | BRN Ret | SPA 12 | SPA Ret | BRH 17 | BRH Ret | DON 12 | DON 11 | OSC Ret | OSC 16 | IMO 8 | IMO 8 | CAT DNS | CAT DNS | 24e  | 2      |